# Левый союз
«Левый союз» («Союз левых сил», фин. Vasemmistoliitto, сокращённо Vas.; швед. Vänsterförbundet) — левая экосоциалистическая политическая партия в Финляндии.
Лидером партии с 2009 года был Пааво Архинмяки (министр культуры и спорта в кабинете правительства Катайнена с 22 июня 2011 года, кандидат на выборах президента Финляндии 2012 года). В июне 2016 года новым председателем партии стала Ли Андерссон. 19 октября 2024 года новым председателем партии избрана Минья Коскела.
После парламентских выборов 2023 года это шестая по числу представителей в эдускунте (финском парламенте) партия в стране (после парламентских выборов 2015 года также была на шестом месте). Входила в кабинет Марин.

## История

Старый логотип партии

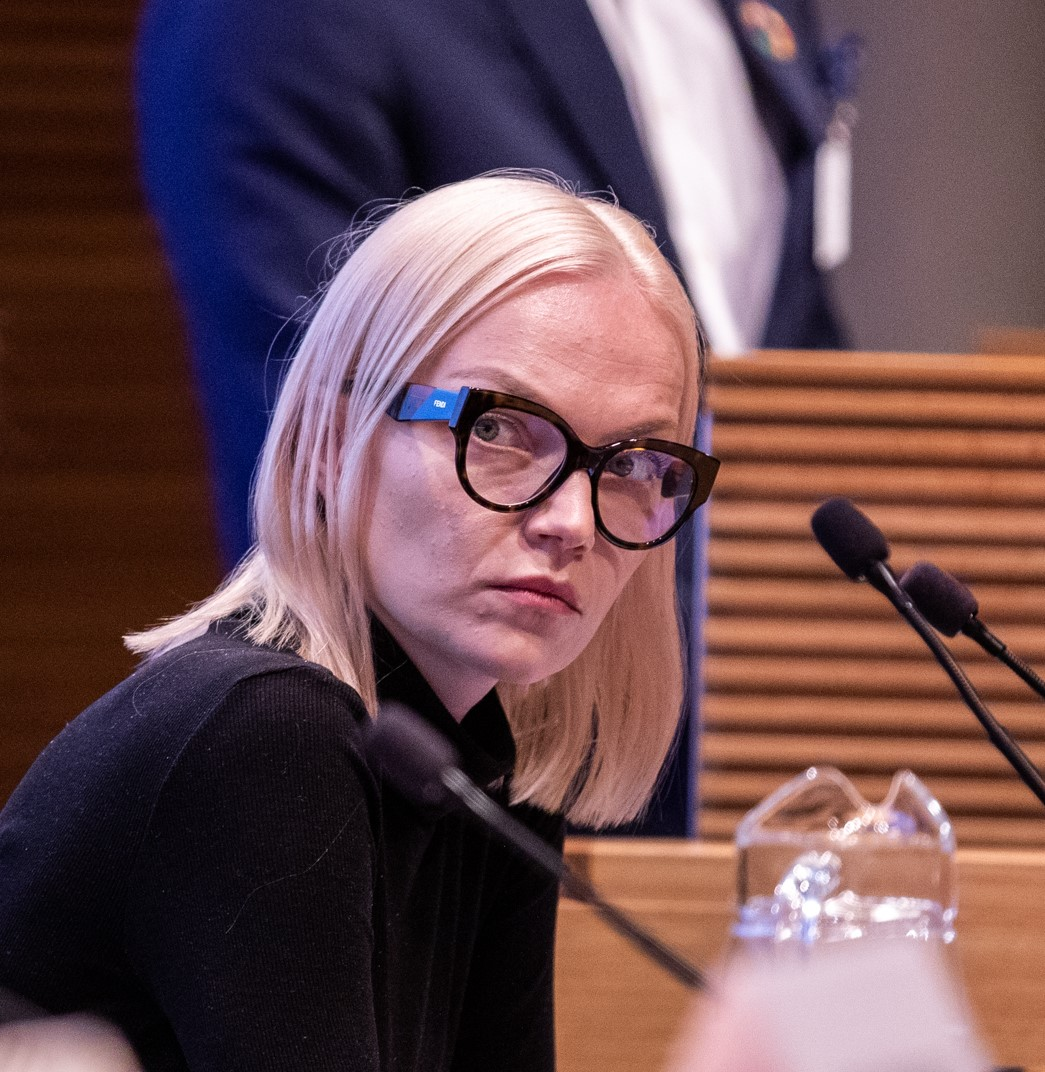
Минья Коскела, председатель партии с 19 октября 2024 года; фотография 2022 года

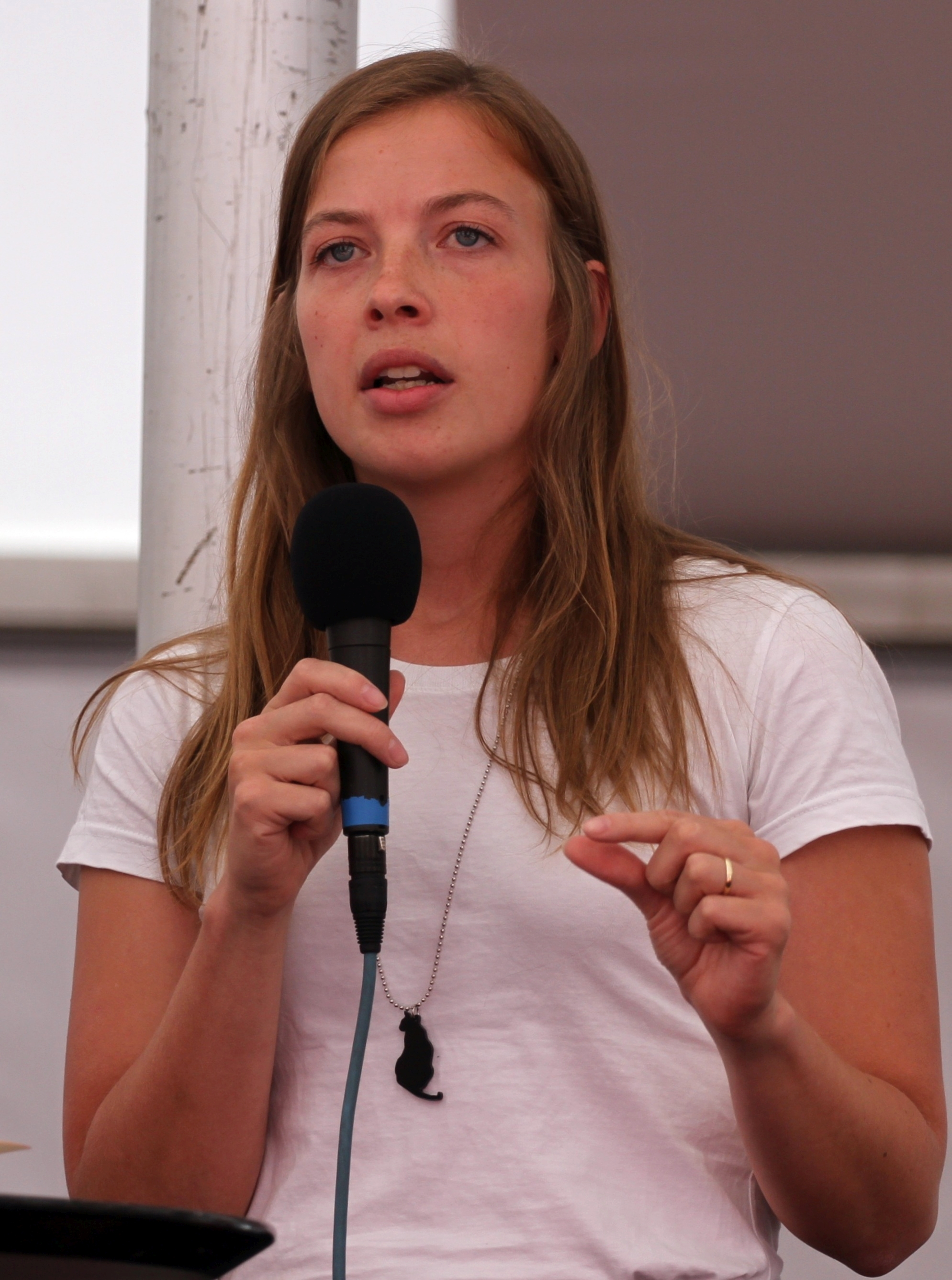
Ли Андерссон, председатель партии с 2016 по 2024 год; фотография 2014 года

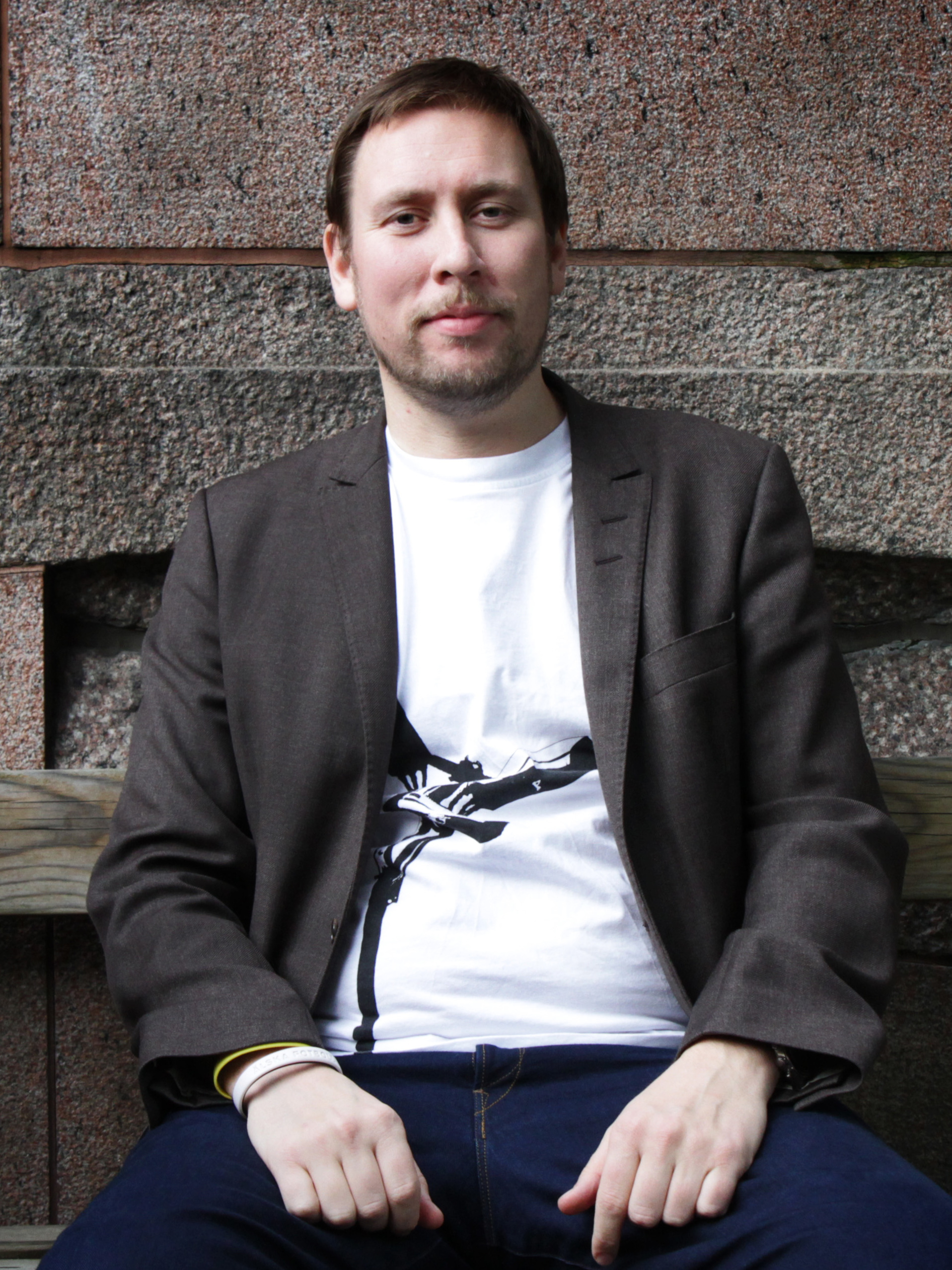
Пааво Архинмяки, председатель партии с 2009 по 2016 год; фотография 2009 года

Партия была основана в апреле 1990 года. Её образование было результатом объединения Коммунистической партии Финляндии и её широкого фронта, Демократического союза народа Финляндии, с вышедшим из их состава в 1986 году объединением «Демократическая альтернатива» (занимавшая просоветские позиции Коммунистическая партии Финляндии (Единство), её молодёжное, студенческое, женское и гражданское крыло), Социалистической рабочей партией (выделившейся из остатков Социал-демократический союз рабочих и мелких земледельцев Финляндии) и Женской демократической лигой Финляндии. Решение об объединении было принято на заседании Совета ДСНФ в марте 1989 года и ХХII съезде КПФ в марте 1990 года. Учредительный съезд состоялся 28-29 апреля 1990 года.
Впрочем, большая часть активистов бывшей Коммунистической партии Финляндии (Единство), остававшихся на марксистско-ленинских, с точки зрения критиков сталинистских, позициях (так называемые таистоисты), в 1997 году покинули Левый союз и восстановили Коммунистическую партию Финляндии.
В 2005 году бывший генеральный секретарь Левого союза и профсоюзный лидер Матти Вииляйнен основал общество, добивающееся объединения Левого союза с Социал-демократической партией Финляндии, что было признано попыткой расколоть партию.
На выборах в эдускунту 2007 года Левый союз набрал 8,82 % голосов, получив 17 мест в парламенте. На местных выборах 2008 года в муниципалитеты от Левого союза было избрано 833 депутата из разных районов страны. На выборах в Европарламент 2009 года Левый союз впервые не прошёл в Европейский парламент, его голоса отобрали центристы из Зелёного союза, а также правые — Христианские демократы и Истинные финны.
Председателем партии в 2009 года стал Пааво Архинмяки, сменив на этом посту Мартти Корхонена. На выборах в эдускунту 2011 года Левый союз получил 14 мест в парламенте. Партия согласилась войти в правительство Катайнена, где получила два министерских портфеля. Архимяки за время своего правления партией занимал министра культуры и спорта (2011—2014) и был кандидатом на выборах президента Финляндии 2012 года). 8 июня 2013 года на очередном партийном съезде Пааво Архинмяки был переизбран председателем Левого союза.
На переговорах о бюджетных рамках, проходивших в конце марте 2014 года, предложения, внесённые главами правящих партий, были отклонены парламентской фракцией «Левого союза» как «ухудшающие положение малоимущих». 25 марта лидер партии Пааво Архинмяки заявил о том, что «Левый союз» выходит из правительства Катайнена по причине несогласия с предложенными сокращениями расходов. По словам Архинмяки, ситуация, при которой в условиях роста цен замораживается индексация социальных пособий для безработных, пенсионеров и студентов, является неприемлемой для его партии. Министр культуры и спорта Пааво Архинмяки и министр транспорта Мерья Кюллёнен подали в отставку.
11 июня 2016 года на очередном партийном съезде Архимяки свою кандидатуру на пост председателя не выдвигал; новым председателем партии стала депутат эдускунты Ли Андерссон (род. 1987). После избрания Андерссон заявила: «Мы хотим превратить Финляндию в общество, в котором потребности граждан и права человека важнее денег».
После парламентских выборов 2019 года партия вместе с Финляндским центром, Зелёным союзом и Шведской народной партией вошла в правительственную коалицию, возглавляемую выигравшей выборы Социал-демократической партией. В кабинете Ринне Левый союз получил два портфеля — министра образования (Ли Андерссон) и министра социального обеспечения и здравоохранения (Айно-Кайса Пеконен).
В ноябре 2019 года в Куопио состоялся очередной съезд Левого союза, на нём Ли Андерссон была переизбрана председателем партии, при этом других претендентов на этот пост не было. Всё остальное партийное руководство (партсекретарь и три заместителя председателя) сменилось. Выступая на съезде, Андерссон заявила, что цель, с которой «Левый союз» вошёл в правительство, — это «конкретное улучшение жизни граждан Финляндии».
Весной 2024 года Ли Андерссон объявила, что откажется от поста председателя осенью. Свои кандидатуры выставили депутат эдускунты Минья Коскела из Хельсинки, депутат эдускунты Лаура Мерилуото из Куопио и член регионального совета Вантаа Гашав Бибани (Gashaw Bibani). Минья Коскела избрана новым председателем на заседании совета партийных делегатов 19 октября по результатам консультативного голосования, которое проходило с 1 по 17 октября 2024 года. Всего в голосовании приняли участие 6493 члена «Левого союза». Право голоса имели 13 782 члена. Явка составила 47,1 %. Минья Коскела получила 4115 (63,4 %) голосов членов.
Выборы в Европейский парламент 9 июня 2024 года 2024 года были крупным успехом для «Левого союза» — партия заняла второе место, улучшив свои показатели почти втрое (с 6,89 % до 17,32 %) и избрав троих евродепутатов: Ли Андерссон (за которую было отдано высочайшее количеством голосов (247 604) в истории европейских выборов в стране), Мерья Кюллёнен и Юсси Сарамо. 
Левый союз имеет сильные позиции в ряде профсоюзов, в том числе крупнейшие группы в представительных органах Профсоюза строителей (накануне объединения с социал-демократами у партии здесь было 77,6% голосов) и Финского профсоюза работников пищевой промышленности (максимум — 66% в 1997 году) или заметную поддержку в Федерации металлургов Финляндии и Федерации работников химической промышленности. 

## Организационная структура
Левый союз состоит из районных организаций (piirijärjestö), районные организации из коммунальных ассоциаций (kunnallisjärjestöjä). Высший орган — конференция (puoluekokous), между конференциями — правление (puoluehallitus), исполнительный орган — секретариат (puoluetoimisto).
Районные организации
Районные организации соответствуют избирательным округам. Высший орган районной организации — районная конференция (piirikokous), между районными конференциями — районные правления (piirihallitus).
Коммунальные организации
Коммунальные организации соответствуют городам и коммунам. Высший орган коммунальной организации — общее собрание коммунальной организации (kunnallisjärjestön kokous), между общими собраниями коммунальной организации — правление коммунальной организации (kunnallisjärjestön hallitusta).

## Результаты парламентских выборов
| Год  | Число депутатов | Число голосов | Число голосов (%) |
| ---- | --------------- | ------------- | ----------------- |
| 1991 | 19              | 274 639       | 10,08 %           |
| 1995 | 22              | 310 340       | 11,16 %           |
| 1999 | 20              | 291 675       | 10,88 %           |
| 2003 | 19              | 277 152       | 9,93 %            |
| 2007 | 17              | 244 296       | 8,82 %            |
| 2011 | 14              | 239 039       | 8,13 %            |
| 2015 | 12              | 211 615       | 7,13 %            |
| 2019 | 16              | 251 808       | 8,20 %            |
| 2023 | 11              | 218 340       | 7,06 %            |

## Результаты местных выборов
| Год  | Число депутатов | Число голосов | Число голосов (%) |
| ---- | --------------- | ------------- | ----------------- |
| 1992 | 1 319           | 310 757       | 11,67 %           |
| 1996 | 1 128           | 246 597       | 10,37 %           |
| 2000 | 1 027           | 219 671       | 9,88 %            |
| 2004 | 987             | 228 358       | 9,56 %            |
| 2008 | 833             | 223 673       | 8,77 %            |
| 2012 | 640             | 199 615       | 8,01 %            |
| 2017 | 658             | 226 626       | 8,80 %            |
| 2021 | 508             | 194 385       | 7,91 %            |

## Результаты выборов в Европейский парламент
| Год  | Число депутатов | Число голосов | Число голосов (%) |
| ---- | --------------- | ------------- | ----------------- |
| 1996 | 2               | 236 490       | 10,51 %           |
| 1999 | 1               | 112 757       | 9,08 %            |
| 2004 | 1               | 151 291       | 9,13 %            |
| 2009 | 0               | 98 690        | 5,93 %            |
| 2014 | 1               | 161 074       | 9,32 %            |
| 2019 | 1               | 125 749       | 6,90 %            |
| 2024 | 3               | 316 758       | 17,32 %           |

## Результаты президентских выборов
| Год  | Кандидат        | Число голосов | Число голосов (%) |
| ---- | --------------- | ------------- | ----------------- |
| 1994 | Клас Андерссон  | 122 820       | 3,84 %            |
| 2012 | Пааво Архинмяки | 167 663       | 5,48 %            |
| 2018 | Мерья Кюллёнен  | 89 977        | 3,00 %            |
| 2024 | Ли Андерссон    | 158 328       | 4,88 %            |